# 海巡署
海巡署（かいじゅんしょ）は、中華民国の海洋委員会に属し海上警察に関する業務全般を担当する省庁。いわゆる沿岸警備隊であり、日本の海上保安庁に相当する。
海洋委員会の海巡署は、中華民国（台湾）の海上および沿岸防衛を担当する機関である。　職員は、主に警察官、軍人、税関職員、またはその他の公務員で構成されている。 海巡署は通常、軍事任務に責任を負わないが、戦闘中は国防法第4条に従って海軍の指揮の下で軍事任務を行う。 内部部局は、計画部、検査部、警備救難部、情報部、兵站部、通信部、秘書局、人事局、会計局、政風局、巡防区指揮部及び警備隊で構成され、国内を、北部分署、中部分署、南部分署、東部分署、金馬澎分署、南東沙分署で分け、他にも艦隊分署、偵防分署、教育訓練試験センターがある。

## 沿革
台湾での海上警備業務は長期に亘り内政部警政署水上警察局、国防部海岸巡防司令部、財政部関税総局などがそれぞれ担当し、権限の分散による実務上の弊害が目立つようになった。国家安全会議は1999年3月18日に専門の海上警察機構の設立を提案した。行政院での研究討議や準備委員会設置を経て、2000年1月28日、「海岸巡防署」が正式に成立した。
2018年4月28日の海洋委員会発足で、「行政院海岸巡防署」から「海巡署」へと名称が変更され、海洋委員会の下部組織となった。
近年では所属艦船艇に“R.O.C. COAST GUARD”の上に“TAIWAN ”が標記されている。ただし、これは自国での正式名称まで「台灣海岸警衛隊」若しくは「台灣海岸警備隊」に変わったという訳ではない。外国人には、漢字のみの表記では分からない事や、台湾の正式名称の英語表記“Republic of China”では中国と紛らわしいためである。

## 組織
- 海巡署署長
- 海巡署副署長
- 海巡署主任秘書
- 艦隊分署
  - 北部地区機動海巡隊（基隆港と台北港）
  - 中部地区機動海巡隊（台中港）
  - 南部地区機動海巡隊（高雄港）
  - 東部地区機動海巡隊（花蓮港）
  - 直屬船隊（興達港）
  - 第一（基隆）海巡隊
  - 第二（淡水）海巡隊
    - 八里分隊

  - 第三（台中）海巡隊
  - 第四（台南）海巡隊
  - 第五（高雄）海巡隊
    - 東沙分隊
    - 南沙分隊

  - 第六（花蓮）海巡隊
  - 第七（蘇澳）海巡隊
  - 第八（澎湖）海巡隊
  - 第九（金門）海巡隊
  - 第十（馬祖）海巡隊
  - 第十二（新竹）海巡隊
  - 第十三（布袋）海巡隊
    - 麥寮分隊

  - 第十四（恆春）海巡隊
  - 第十五（台東）海巡隊
  - 第十六（澳底）海巡隊
- 北部分署
  - 第一（宜蘭）巡防区
    - 第一岸巡隊
    - （艦隊分署）第七（蘇澳）海巡隊
    - （偵防分署）宜蘭査緝隊

  - 第二（北基）巡防区 
    - 第二岸巡隊
    - （艦隊分署）第一（基隆）海巡隊
    - （艦隊分署）第十六（澳底）海巡隊
    - （偵防分署）基隆査緝隊
    - （偵防分署）台北査緝隊

  - 第三（桃竹）巡防区 
    - 第八岸巡隊
    - （艦隊分署）第二（淡水）海巡隊
    - （艦隊分署）第十二（新竹）海巡隊
    - （偵防分署）桃園査緝隊
    - （偵防分署）新竹査緝隊
- 中部分署
  - 第四（中彰）巡防区 
    - 第三岸巡隊
    - （艦隊分署）第三（台中）海巡隊
    - （偵防分署）苗栗査緝隊
    - （偵防分署）台中査緝隊
    - （偵防分署）彰化査緝隊

  - 第五（雲嘉）巡防区 
    - 第四岸巡隊
    - （艦隊分署）第十三（布袋）海巡隊
    - （偵防分署）雲林査緝隊
    - （偵防分署）嘉義査緝隊

- 南部分署 
  - 第六（台南）巡防区
    - 第一一岸巡隊
    - （艦隊分署）第四（台南）海巡隊
    - （偵防分署）台南査緝隊
    - （偵防分署）北門査緝隊

  - 第七（高雄）巡防区 
    - 第五岸巡隊
    - （艦隊分署）第五（高雄）海巡隊
    - （偵防分署）高雄査緝隊
    - （偵防分署）鳳山査緝隊

  - 第八（屏東）巡防区 
    - 第六岸巡隊
    - （艦隊分署）第十四（恆春）海巡隊
    - （偵防分署）屏東査緝隊

- 東部分署
  - 第九（花蓮）巡防区 
    - 第一二岸巡隊
    - （艦隊分署）第六（花蓮）海巡隊
    - （偵防分署）花蓮査緝隊

  - 第十（台東）巡防区 
    - 第一三岸巡隊
    - （艦隊分署）第十五（台東）海巡隊
    - （偵防分署）台東査緝隊
- 金馬澎分署
  - 第十一（馬祖）巡防区
    - 第一〇岸巡隊
    - （艦隊分署）第十（馬祖）海巡隊
    - （偵防分署）連江査緝隊

  - 第十二（金門）巡防区
    - 第九岸巡隊
    - （艦隊分署）第九（金門）海巡隊
    - （偵防分署）金門査緝隊

  - 第十一（澎湖）巡防区
    - 第七岸巡隊
    - （艦隊分署）第八（澎湖）海巡隊
    - （偵防分署）澎湖査緝隊
- 東南沙分署
  - 東沙指揮部
    - （艦隊分署）東沙分隊

  - 南沙指揮部
    - （艦隊分署）南沙分隊
- 偵防分署
  - 宜蘭査緝隊
  - 基隆査緝隊
  - 台北査緝隊
  - 桃園査緝隊
  - 新竹査緝隊
  - 苗栗査緝隊
  - 台中査緝隊
  - 彰化査緝隊
  - 雲林査緝隊
  - 嘉義査緝隊
  - 台南査緝隊
  - 北門査緝隊
  - 高雄査緝隊
  - 鳳山査緝隊
  - 屏東査緝隊
  - 花蓮査緝隊
  - 連江査緝隊
  - 金門査緝隊
  - 澎湖査緝隊
  - 偵防査緝隊
  - 特勤隊
    - 空勤吊掛分隊（空中勤務総隊を支援する）
      - 第一小隊（松山）
      - 第二小隊（清泉崗）
      - 第三小隊（小港）
      - 第四小隊（花蓮）
      - 第五小隊（成功）
- 教育訓練試験センター
  - 学員隊

## 装備

### 巡防救難艦
巡防救難艦とは100トン以上の巡視船。海上保安庁のPLH、PL、PM、PS型に相当する。
| 船名   | 番号   | クラス            | 満載排水量 | メーカー         | 所属               | 就役           |
| ------ | ------ | ----------------- | ---------- | ---------------- | ------------------ | -------------- |
| 花蓮   | CG119  | 500トン級巡視船   | 827トン    | 慶富造船         | 東部地區機動海巡隊 | 2001年7月4日   |
| 澎湖   | CG120  | 500トン級巡視船   | 827トン    | 慶富造船         | 第八（澎湖）海巡隊 | 2001年5月28日  |
| 南投   | CG122  | 500トン級巡視船   | 742トン    | 中信造船グループ | 東部地區機動海巡隊 | 2005年12月6日  |
| 金門   | CG123  | 500トン級巡視船   | 688トン    | 中信造船グループ | 中部地區機動海巡隊 | 2008年2月24日  |
| 安平   | CG601  | 600トン級巡視船   | 750トン    | 中信造船グループ | 南部地區機動海巡隊 | 2020年12月11日 |
| 成功   | CG602  | 600トン級巡視船   | 750トン    | 中信造船グループ | 東部地區機動海巡隊 | 2021年6月25日  |
| 淡水   | CG603  | 600トン級巡視船   | 750トン    | 中信造船グループ | 北部地區機動海巡隊 | 2021年10月28日 |
| 旗津   | CG605  | 600トン級巡視船   | 750トン    | 中信造船グループ | 南部地區機動海巡隊 | 2021年10月28日 |
| 八里   | CG606  | 600トン級巡視船   | 750トン    | 中信造船グループ | 北部地區機動海巡隊 | 2021年10月28日 |
| 吉安   | CG607  | 600トン級巡視船   | 750トン    | 中信造船グループ | 東部地區機動海巡隊 | 2023年5月15日  |
| 萬里   | CG609  | 600トン級巡視船   | 750トン    | 中信造船グループ | 北部地區機動海巡隊 | 2023年11月10日 |
| 永康   | CG610  | 600トン級巡視船   | 750トン    | 中信造船グループ | 南部地區機動海巡隊 | 2024年6月2日   |
| 長濱   | CG611  | 600トン級巡視船   | 750トン    | 中信造船グループ | (未定)             | 2024予定       |
| (未定) | CG612  | 600トン級巡視船   | 750トン    | 中信造船グループ | (未定)             | 2025予定       |
| (未定) | CG615  | 600トン級巡視船   | 750トン    | 中信造船グループ | (未定)             | 2025予定       |
| (未定) | CG606  | 600トン級巡視船   | 750トン    | 中信造船グループ | (未定)             | 2026予定       |
| 苗栗   | CG131  | 1,000トン級巡視船 | 1,899トン  | 中信造船グループ | 中部地區機動海巡隊 | 2016年6月4日   |
| 桃園   | CG132  | 1,000トン級巡視船 | 1,899トン  | 中信造船グループ | 北部地區機動海巡隊 | 2016年6月4日   |
| 台東   | CG133  | 1,000トン級巡視船 | 1,899トン  | 中信造船グループ | 東部地區機動海巡隊 | 2016年9月21日  |
| 屏東   | CG135  | 1,000トン級巡視船 | 1,899トン  | 中信造船グループ | 第八（澎湖）海巡隊 | 2016年9月21日  |
| 彰化   | CG1001 | 1,000トン級巡視船 | 2,077トン  | 台湾国際造船     | 中部地區機動海巡隊 | 2022年11月16日 |
| 台中   | CG1002 | 1,000トン級巡視船 | 2,077トン  | 台湾国際造船     | 中部地區機動海巡隊 | 2023年12月20日 |
| 連江   | CG1005 | 1,000トン級巡視船 | 2,077トン  | 台湾国際造船     | 第八（澎湖）海巡隊 | 2023年9月21日  |
| (未定) | CG1006 | 1,000トン級巡視船 | 2,077トン  | 台湾国際造船     | (未定)             | 2025予定       |
| (未定) | CG1007 | 1,000トン級巡視船 | 2,077トン  | 台湾国際造船     | (未定)             | 2026予定       |
| (未定) | CG1008 | 1,000トン級巡視船 | 2,077トン  | 台湾国際造船     | (未定)             | 2027予定       |
| 偉星   | CG102  | 2,000トン級巡視船 | 1,823トン  | 台湾国際造船     | 南部地區機動海巡隊 | 1992年1月10日  |
| 台南   | CG126  | 2,000トン級巡視船 | 2,105トン  | 中信造船グループ | 南部地區機動海巡隊 | 2011年1月26日  |
| 新北   | CG127  | 2,000トン級巡視船 | 2,077トン  | 台湾国際造船     | 北部地區機動海巡隊 | 2013年3月30日  |
| 宜蘭   | CG128  | 3,000トン級巡視船 | 3,719トン  | 中信造船グループ | 北部地區機動海巡隊 | 2015年6月6日   |
| 高雄   | CG129  | 3,000トン級巡視船 | 3,719トン  | 中信造船グループ | 南部地區機動海巡隊 | 2015年6月6日   |
| 嘉義   | CG5001 | 4,000トン級巡視船 | 6,095トン  | 台湾国際造船     | 中部地區機動海巡隊 | 2021年4月29日  |
| 新竹   | CG5002 | 4,000トン級巡視船 | 6,095トン  | 台湾国際造船     | 北部地區機動海巡隊 | 2022年4月22日  |
| 雲林   | CG5003 | 4,000トン級巡視船 | 6,095トン  | 台湾国際造船     | 南部地區機動海巡隊 | 2024年3月9日   |
| 台北   | CG5005 | 4,000トン級巡視船 | 6,095トン  | 台湾国際造船     | 中部地區機動海巡隊 | 2025年9月予定  |

| 船名     | 番号      | クラス      | 満載排水量 | メーカー         | 所属     | 就役           |
| -------- | --------- | ----------- | ---------- | ---------------- | -------- | -------------- |
| 巡護一號 | H.H. No.1 | 800トン級   | 1,127トン  | 聯合造船         | 直屬船隊 | 1992年11月     |
| 巡護七號 | H.H. No.7 | 1,000トン級 | 1,915トン  | 中信造船グループ | 直屬船隊 | 2011年1月26日  |
| 巡護八號 | H.H. No.8 | 1,000トン級 | 1,915トン  | 中信造船グループ | 直屬船隊 | 2013年3月30日  |
| 巡護九號 | H.H. No.9 | 1,000トン級 | 1,915トン  | 中信造船グループ | 直屬船隊 | 2013年6月28日  |
| (未定)   | (未定)    | 3,000トン級 | 5000トン   | 台湾国際造船     | 直屬船隊 | 2026年7月予定  |
| (未定)   | (未定)    | 3,000トン級 | 5000トン   | 台湾国際造船     | 直屬船隊 | 2027年11月予定 |
| (未定)   | (未定)    | 3,000トン級 | 5000トン   | 台湾国際造船     | 直屬船隊 | 2028年3月予定  |
| (未定)   | (未定)    | 3,000トン級 | 5000トン   | 台湾国際造船     | 直屬船隊 | 2029年6月予定  |
| (未定)   | (未定)    | 3,000トン級 | 5000トン   | 台湾国際造船     | 直屬船隊 | 2030年7月予定  |
| (未定)   | (未定)    | 3,000トン級 | 5000トン   | 台湾国際造船     | 直屬船隊 | 2031年10月予定 |

### 巡防艇
巡防艇とは、100トン未満の巡視艇。海上保安庁のPC、CL型に相当する。
(100トン未満の巡視船の番号は「PP-[トン数][シリアルナンバー]」。例えば、PP-10001は100トン級第1世代第1型の第1番船。ただし、中国語の「4」は「死」の同音異字のため欠番の場合あり)
| 100トン級 | 第2世代 |         | 1隻  | 満載118トン  |
| 100トン級 | 第3世代 | 第1型   | 2隻  | 満載95トン   |
| 100トン級 | 第3世代 | 第2-1型 | 7隻  | 満載174トン  |
| 100トン級 | 第3世代 | 第2-2型 | 28隻 | 満載174トン  |
| 100トン級 | 第4世代 |         | 17   | 満載319トン  |
| 50トン級  | 第2世代 |         | 4隻  | 満載56トン   |
| 35トン級  | 第2世代 |         | 24隻 | 満載33トン   |
| 35トン級  | 第3世代 |         | 52隻 | 満載46.6トン |
| 20トン級  |         |         | 6隻  | 満載21トン   |

### モーターボート
| CP-1001形               | 9隻         |
| CP-1019形(沿岸多功能艇) | 50隻 (未定) |
| PP-601形                | 4隻         |
| SF-801形                | 4隻         |
| K92特殊作戦突撃艇       | 3隻         |

### 特殊船艇
- 除汚船
  - ORB-01
  - ORB-02
  - ORB-03
  - ORB-05
- 特殊救難艇
  - RB-01
  - RB-03

### 航空機
| 名称      | 種類     | 保有数 | 原屬       | 状況                             |
| --------- | -------- | ------ | ---------- | -------------------------------- |
| AS365     | 回転翼機 | 9機    | 警政署     | 現役中（空中勤務総隊に所屬する） |
| Beech-350 | 固定翼機 | 1機    | 民用航空局 | 現役中（空中勤務総隊に所屬する） |
| UH-60M    | 回転翼機 | 14機   | 国防部     | 現役中（空中勤務総隊に所屬する） |
| AXH-E230R | 無人機   | 20機   |            | 現役中                           |

### 武器
| 火砲： - T-92 40mm/L70自動快砲 - T-75 20mm機関砲 - 51式106mm無反動砲 - ボフォース 40mm機関砲 - T-75 60mm迫撃砲 - T-75 81mm迫撃砲 - Mk19 自動擲弾銃 - 63式120mm迫撃砲 - T-65 155mm榴弾砲 | 小銃・短機関銃： - M16小銃 - T65小銃 - T91小銃 - M4カービン銃 - en:Mk 18 Mod 0 - H&K HK416 - ウージー短機関銃 - T77短機関銃 - H&K MP5短機関銃 | 拳銃： - SIG SAUER P226 - T75拳銃 - T75K3拳銃 | 機関銃： - T74排用機関銃 - 75式班用機槍 - ブローニングM2重機関銃 - M240機関銃 - M60機関銃 | 支援火器： - ベネリ M4 スーペル90散弾銃 - H&K PSG1狙撃銃 |

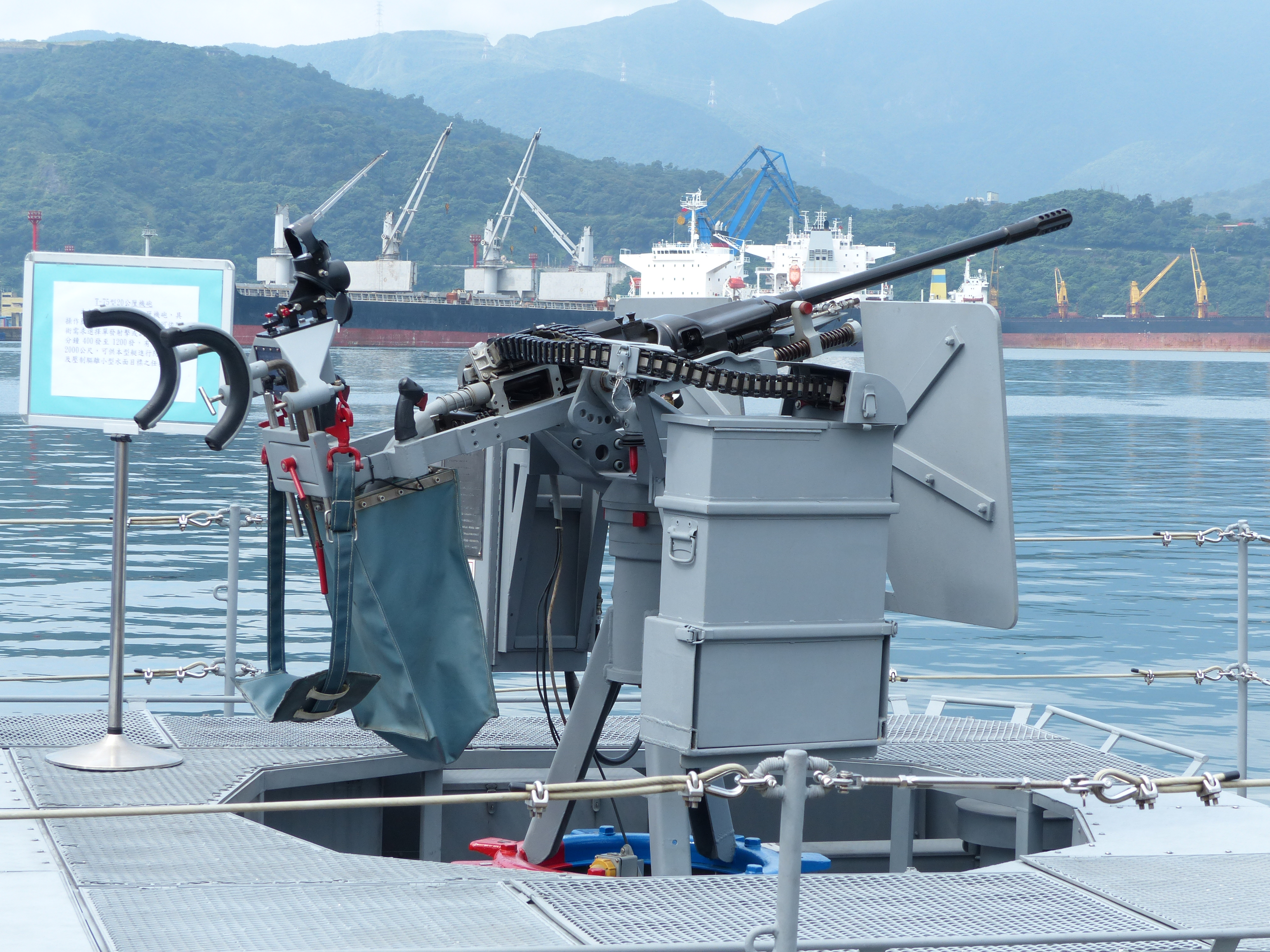
T-75S 20mm機関砲

(「T-」は中華民国国軍の國防部軍備局--中華民国(台湾)の主要武器メーカー--の公式代号)

## 歴代海巡署長
行政院海岸巡防署
| 姓名   | 着任日        | 退任日        |
| ------ | ------------- | ------------- |
| 姚高橋 | 2000年1月28日 | 2000年5月21日 |
| 王郡   | 2000年5月21日 | 2004年5月20日 |
| 許恵祐 | 2004年5月20日 | 2006年1月25日 |
| 王進旺 | 2006年1月25日 | 2014年12月7日 |
| 王崇儀 | 2014年12月8日 | 2016年5月19日 |
| 李仲威 | 2016年5月20日 | 2018年4月27日 |

海洋委員会海巡署
| 姓名   | 着任日        | 退任日         |
| ------ | ------------- | -------------- |
| 李仲威 | 2018年4月28日 | 2019年2月13日  |
| 陳國恩 | 2019年2月14日 | 2020年10月1日  |
| 莊慶達 | 2020年10月2日 | 2020年12月31日 |
| 周美伍 | 2021年1月1日  | 2024年5月20日  |
| 張忠龍 | 2024年5月21日 | 現任           |